# Barbula perrevoluta
Barbula perrevoluta là một loài Rêu trong họ Pottiaceae. Loài này được Müll. Hal. mô tả khoa học đầu tiên năm 1882.